# Головкин, Владимир Константинович
Влади́мир Константи́нович Голо́вкин (1881, село Балай, Канский уезд, Енисейская губерния — 9 декабря 1937, Бутовский полигон, Московская область) — русский советский военный деятель, преподаватель, филателист-исследователь.

## Биография
Родился Владимир в 1881 году селе Балай Канского уезда Енисейской губернии (ныне Уярский район Красноярского края) в дворянской семье. В детстве он получил всестороннюю подготовку, вплоть до совершенного владения французским языком. В 1911 году Владимир окончил Академию Генштаба (очевидно по второму разряду, так как в списках Генерального штаба 1914, 1916 годов он не значился).
К октябрю 1917 года Владимир Константинович был уже в звании подполковника. Он принял Октябрьскую революцию; стал военспецом РККА, работал в школе комсостава «Выстрел» в должности преподавателя методики обучения войск.
В 1931 году Головкин был арестован по делу «Весна». 14 февраля того же года он признал обвинение в заговоре и впоследствии был осуждён ОСО на три года лагерей. По некоторым данным, был завербован ОГПУ. К 1937 году В. К. Головкин занимал должность заведующего военной кафедрой Планового института Госплана СССР, имел служебную категорию К-14.
Проживал по адресу: г. Москва, Барышкинский пер., д. 1/22, кв. 3.

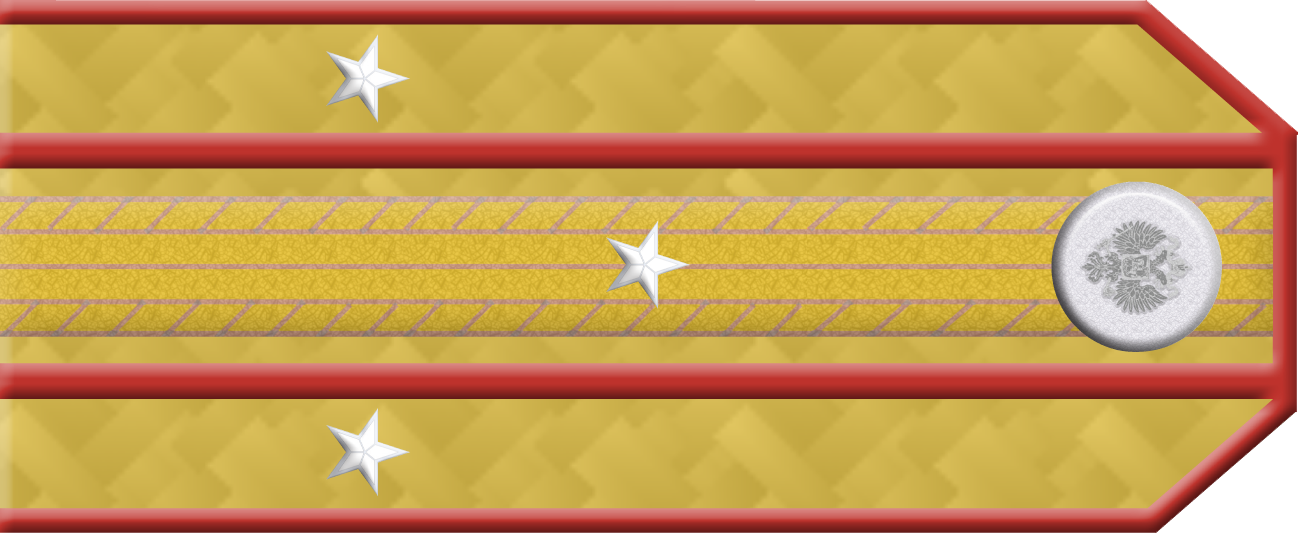
Повседневный погон подполковника русской армии, до звания которого дослужился В. К. Головкин в 1917 году

23 сентября 1937 года Владимир Константинович был арестован по обвинению в шпионаже и антисоветской агитации. 30 ноября того же года Головкин был приговорён Комиссией НКВД СССР и Прокурора СССР к высшей мере наказания. Расстрелян 9 декабря 1937 года на Бутовском полигоне под Москвой. Похоронен в Бутово Московской области. 3 сентября 1957 года Владимир Константинович Головкин был реабилитирован посмертно.

## Вклад в филателию
Владимир Головкин был секретарём московского отделения Всероссийского общества коллекционеров (ВОФ). В Обществе он пользовался авторитетом как большой знаток отечественных марок, консультант и эксперт; был членом правления ВОФ.
Владимир Константинович собирал и исследовал российские знаки почтовой оплаты, цельные вещи Российской империи. В его коллекции были такие редкости, как, например, провизорные штемпельные конверты Царства Польского. Его коллекция частично пострадала при аресте, а частично была распродана дочерью.
Данные о В. К. Головкине были также включены в изданную в Москве «Адресную книжку коллекционеров денежных знаков и бон» (1925):

Головкин, Владимир Константин. 41 г. Москва, Лефортово, Высшая стрелковая школа. 1100 зн.

## Произведения

### Военное дело
В. К. Головкин — автор многочисленных трудов по тактике, значительная часть которых была уничтожена после ареста, а остальные попали в фонды спецхрана.
Занимался также переводами иностранной профессиональной военной литературы, в частности, перевел с немецкого «Германское войсковое руководство по пулеметному делу» под редактурой М. В. Энвальда.

### Филателия
Владимир Головкин участвовал в подготовке «Каталога почтовых марок и цельных вещей» под редакцией Ф. Г. Чучина. В 1927 году появились его первые исследовательские статьи о марках Грузии, Тувы и Монголии.
В 1936 году по инициативе Головкина и с его помощью выходил на папиросной бумаге малотиражный машинописный журнал «Материалы по вопросам коллекционирования», рассылавшийся по одному экземпляру в местные отделения ВОФ. В этом журнале Владимир Константинович впервые опубликовал известные ему данные о штемпелях Тувы и составленный им первый в мире каталог марок Тувы, который стал основой для процесса научной каталогизации знаков почтовой оплаты Тувы. Он вместе с Пашковым, а в последующем и с Широковым работал над изучением и систематизацией провизориев периода Гражданской войны. Однако оформить этот материал в виде каталога и издать его Головкин не успел. С. М. Блехман считал себя учеником В. К. Головкина в области изучения тувинских почтовых знаков.

#### Избранные статьи
- Головкин В. Ручные надпечатки на марках Грузии // Советский коллекционер. — 1927. — № 1—2.
- Головкин В. Почтовые марки Тувинской республики // Советский коллекционер. — 1927. — № 8 (71).
- Головкин В. Марки Монголии // Советский коллекционер. — 1927. — № 9.
- Головкин В. Надпечатки на марках Тувы // Советский коллекционер. — 1927. — № 10.
- Головкин В. Новое в марках Монголии // Советский коллекционер. — 1927. — № 11.
- Головкин В. Фальсификация пиастров на 5 руб Романовской // Советский филателист. — 1928. — № 1.
- Головкин В. Поддельные надпечатки на марках Монголии // Советский коллекционер. — 1928. — № 3.